# Tlacoyo

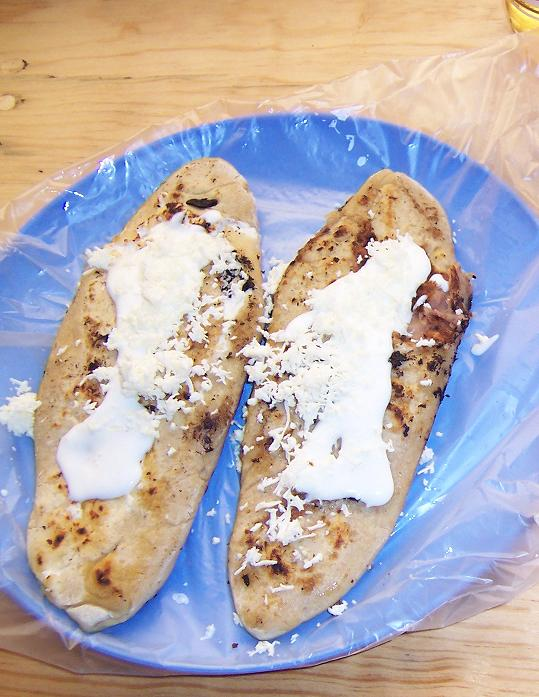
Tlacoyos

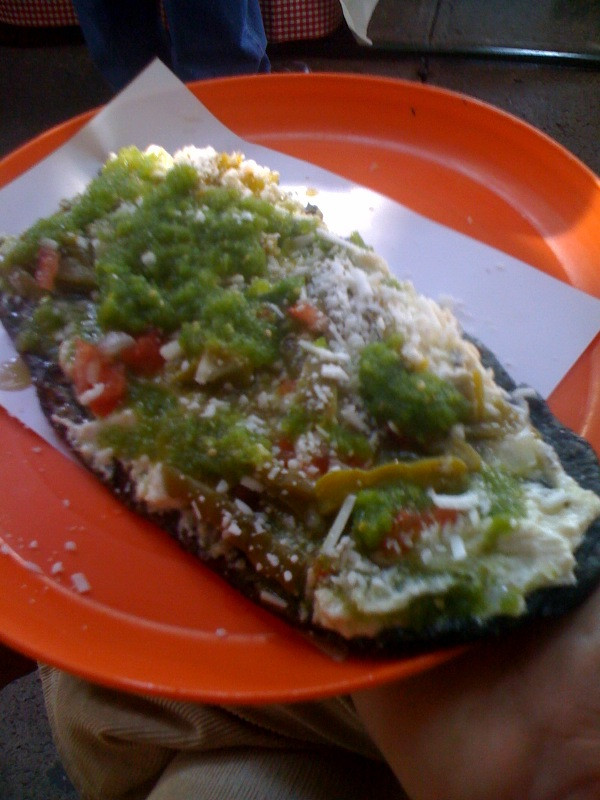
Tlacoyos

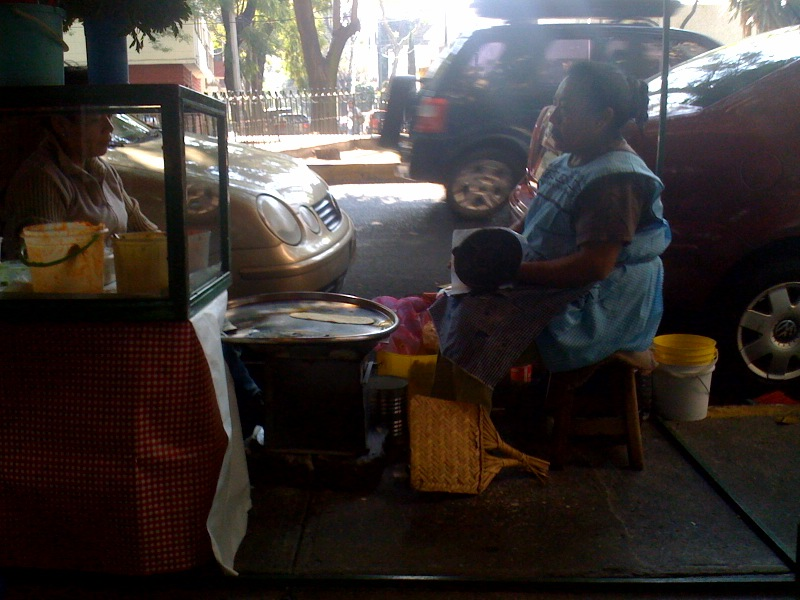
Tlacoyos

Tlacoyo – przekąska meksykańska o korzeniach przedkolumbijskich. Gruba i długa tortilla o owalnym kształcie, sporządzona z mieszaniny masy kukurydzianej (tradycyjnie odmiany niebieskiej) i zmielonego gotowanego bobu, którą można napełniać różnymi składnikami, najczęściej fasolą, mięsem, twarogiem itd. z dodatkiem sera, młodych liści opuncji, cebuli, papryczek chili itd.
Nazwa jest wynikiem zniekształcenia słowa w języku nahuatl tlahtlaōyoh. Odmianą tej potrawy jest huarache.